# あの日のままで
『あの日のままで』（あのひのままで）は、KATSUMIの22枚目の会場限定CD。

## 内容
ライブ会場限定で販売されている会場限定CDの22作目。
公式ファンクラブ「Hip Bird Club」会員のみ、ファンクラブ運営の通信販売にて購入することができる。
ディスクはCD-R仕様となっている。

## 収録曲
特記以外作詞・編曲：KATSUMI
1. Rainy day, say I love you 〜2013 version〜
作曲：石川洋
1stオリジナル・アルバム『SHINING』収録楽曲を新録。
2. 安心という名の欲望 〜2013 version〜
作曲：楠瀬誠志郎
1stオリジナル・アルバム『SHINING』収録楽曲を新録。
3. Sayonara 〜2013 version〜
作曲：石川洋・武部聡志
2ndオリジナル・アルバム『ONE』収録楽曲を新録。